# Martin Jágr
Martin Jágr (29. září 1979, Praha) je bývalý český ragbista, který hrál na křídle. Měl přezdívku Jaguár.
Pětkrát byl zvolen nejlepším ragbistou České republiky (2004, 2005, 2007 – 2009). Tři sezony hrál nejvyšší francouzskou ligu, v sezonách 2005/06 a 2008/09 jako hráč Toulon a v sezoně 2012/13 za tým Mont de Marsan. V roce 2005 a 2008 dokázal pomoct Toulon k postupu do nejvyšší francouzské ligy a v obou případech položil Jágr nejvíce pětek v soutěži. V roce 1998 a 1999 se stal vítězem české ligy se Spartou Praha.
Po konci hráčské kariéry se stal součástí trenérského týmu Hyères Carqueiranne La Crau (2015 – 2018) a posléze u francouzského Stade Nicois (2018 – 2023).

## Klubová kariéra
- 1998 – 2000 Sparta Praha
- 2000 – 2001 Pontypool RFC
- 2001 – 2009 Toulon
- 2009 – 2011 Union Bordeaux Bègles
- 2011 – 2014 Stade Montois
- 2014 – 2015 Hyères Carqueiranne La Crau